# Apajakari, Ule träsk
Apajakari är en ö i Finland. Den ligger i sjön Ule träsk och i kommunen Vaala i den ekonomiska regionen  Oulunkaari  och landskapet Norra Österbotten, i den centrala delen av landet, 500 km norr om huvudstaden Helsingfors. Öns area är 1,6 hektar och dess största längd är 220 meter i sydöst-nordvästlig riktning.